# Autochat et Mimimoto
Autochat et Mimimoto (titre original : Motormouse and Autocat) est une série télévisée d'animation américaine en 18 épisodes de 7 minutes produite par les studios Hanna-Barbera et diffusée entre le 12 septembre 1970 et le 4 septembre 1971 sur le réseau ABC dans le cadre d'un programme intitulé Cattanooga Cats.
En France, la série a été diffusée pour la première fois en 1973 sur la première chaîne de l'ORTF. Elle a été rediffusée à la fin des années 1970 sur TF1.

## Synopsis
Automatou, le chat, travaille dans un garage où il pointe tous les jours. Son travail consiste à attraper, à bord de sa rapide voiture de course, la souris Souriceau-moto qui, elle, conduit un chopper, une puissante moto. Des courses folles ont lieu mais Automatou ne parvient pas à rattraper Souriceau-moto. D'épisode en épisode, il construit divers bolides dans l'espoir d'attraper la souris.

## Commentaire
- Aux États-Unis, Autochat et Mimimoto faisait partie d'un segment intitulé Cattanooga Cats qui comportait trois autres dessins animés : 
  - Cattanooga Cats : des chats jouent dans un groupe de rock
  - Around the World in 79 Days : inspiré du Tour du monde en 80 jours de Jules Verne
  - It's the Wolf! : un loup cherche à attraper un agneau
  - Motormouse and Autocat (Autochat et Mimimoto)

- Fait curieux : dans la version française, les deux personnages (Automatou, le chat, et Souriceau-moto, la souris) ne portent pas le même nom que celui qui apparaît dans le titre de la série.

## Fiche technique
- Titre original : Motormouse and Autocat
- Titre français : Autochat et Mimimoto
- Production : ABC
- Réalisateur : Joseph Barbera, William Hanna
- Scénaristes : inconnu
- Musique : inconnu
- Format : 1.33:1 - son : Mono (RCA Sound Recording)
- Production : Hanna-Barbera Productions
- Sociétés de production : Hanna-Barbera Productions
- Pays d'origine : États-Unis
- Langue : anglais
- Nombre d'épisodes : 18 (1 saison)
- Durée : 7 minutes
- Dates de première diffusion :
  -  États-Unis : 12 septembre 1970
  -  France : 1973

## Distribution

### Voix françaises
- Francis Lax : Souriceau-moto
- Philippe Dumat : Automatou

### Voix originales
- Marty Ingels : Autocat (Autochat en VF)
- Dick Curtis : Motormouse (Mimimoto en VF)

## Épisodes
1. Titre français inconnu (Wheelin' And Dealin)
2. Titre français inconnu (Party Crasher)
3. Titre français inconnu (Water Sports)
4. Titre français inconnu (What's The Motor with You)
5. Titre français inconnu (Mini Messenger)
6. Titre français inconnu (Wild Wheelin' Wheels)
7. Titre français inconnu (Soggy To Me)
8. Titre français inconnu (Crash Course)
9. Titre français inconnu (Fueling Around)
10. Titre français inconnu (Buzzin' Cousin)
11. Titre français inconnu (Snow-Go)
12. Titre français inconnu (Hard Days Day) 0
13. Titre français inconnu (Tally Ha Ha)
14. Titre français inconnu (Hocus Focus)
15. Titre français inconnu (Kitty Kitty Bang Bang)
16. Titre français inconnu (King Size Kaddy)
17. Titre français inconnu (Catch as Cat Can)
18. Titre français inconnu (Catnapping Mouse)
19. Titre français inconnu (Paint That Ain't)
20. Titre français inconnu (I've Been Framed)
21. Titre français inconnu (Match Making Mouse)
22. Titre français inconnu (Electronic Brainstorm)
23. Titre français inconnu (Brute Farce)
24. Titre français inconnu (Bouncing Buddies)
25. Titre français inconnu (Ramblin Wreck from Texas)
26. Titre français inconnu (Two Car Mirage)
27. Titre français inconnu (Alacazap)
28. Titre français inconnu (Geni and the Meany)
29. Titre français inconnu (Choo Choo Cheetah)
30. Titre français inconnu (The Fastest Mouse in the West)
31. Titre français inconnu (Cat Skill School)
32. Titre français inconnu (The Cool Cat Contest)
33. Titre français inconnu (Lights! Action! Catastrophe!)
34. Titre français inconnu (Follow That Cat)

## Produits dérivés (France)

### Bande dessinée / Revue
- Autochat et Mimimoto (revue) - Éditeur : Williams ; mars 1973 à mars 1974
- Autochat et Mimimoto (album cartonné) - Éditions Williams ; 1973
- Motor Mouse et Auto Cat (8 albums) - Éditeur : Deux Coqs D'or ; Collection : Télé-librairies ; octobre 1981 ;  (ISBN 2-7192-0216-9)

### Disques45 tours
- Autochat et Mimimoto en campagne - Éditeur : télé-ciné RGA.9